# Иванова, Галина Павловна
Иванова Галина Павловна (род. 18 марта 1937, Ленинград, СССР) — советская и российская теннисистка, Мастер спорта СССР; ученый-биолог, доктор биологических наук, профессор кафедры биомеханики Государственной академии физической культуры им. П. Лесгафта.

## Биография

### Спортивная карьера
Начала заниматься теннисом с 8 лет. В 1961 году выполнила норматив Мастер спорта СССР. Тренер — А. С. Бойцов.
7-кратная обладательница первенства СССР среди девушек в одиночном (1952-55 годы) и парном (1952-54 годы) разрядах.
15-кратная чемпионка Ленинграда в одиночном (1958, 1961, 1966 — лето; 1960, 1963 — зима), парном (1959, 1969 — лето; 1960-65 — зима) и смешанном (1963 — зима и лето) разрядах.
Является членом президиума федерации тенниса Санкт-Петербурга (возглавляет научное направление) и членом федерации тенниса России.

### Научная карьера
Поняв, что природные данные, а именно невысокий рост, не дадут достичь наивысших результатов в теннисе, переключилась на спортивную науку. Профессор, доктор биологических наук, защитила докторскую диссертацию на тему «Биомеханика ударных взаимодействий». С 1994 года профессор кафедры биомеханики Государственной академии физической культуры им. П. Лесгафта.
В 2000 году консультировала начинавшую в тот момент профессиональную карьеру Светлану Кузнецову, в будущем победительницу двух турниров Большого шлема в одиночном разряде.
Лауреат премии «Русский Кубок-2011» в номинации «За вклад в развитие теннисной науки».